# Cerkwie w Rypinie
Pierwsza cerkiew prawosławna w Rypinie zaczęła się rodzić ze zbiórek pieniężnych. W 1884 r. podjęto działania gromadzenia funduszy na budowę budynku cerkwi. Miasto przekazało wówczas 1000 rubli z miejskiej kasy i 200 drzew z miejskiego lasu. Mieszkańcy powiatu zebrali 1093 ruble, szlachta powiatu 2097 rubli. Ponownie zaś mieszkańcy Rypina ofiarowali 1183 ruble, które wcześniej miały być przeznaczone na budowę szkoły 4-klasowej. Jeden z mieszkańców miasta, W. L. Pruszewicz ofiarował plac o powierzchni 662 kwadratowych sążni. Przygotowanie placu, zwózka materiałów nadwerężyła kasę komitetu budowy. Znowu prace wstrzymano. Dopiero w 1892 r. naczelnik guberni płockiej I. A. Janowicz uzyskał po 6 tysięcy rubli od świętego Synodu i Urzędu Celnego. Projekt świątyni wykonał architekt guberni płockiej Józef Górski. Prace rozpoczęto w sierpniu 1894 r. pod nadzorem architekta Czechowskiego. Roboty prowadziła firma W. Gardeja i A. Meszkowskiego. Kamień węgielny położono 2 czerwca 1895 r., a wyświęcenie cerkwi odbyło się 10 listopada 1896 r. Cerkiew powstała w pobliżu koszar rosyjskich i była to budowla drewniana. 27 września 1914 r. wraz z rosyjskimi koszarami została spalona przez Niemców.
Około 1900 r. dla grupy mieszkańców pochodzenia rosyjskiego, władze carskie wybudowały na Wydmuchowie drugą cerkiew. Została zbudowana na planie wydłużonego krzyża, w stylu bizantyjskim z jedną kopułą, zwieńczoną złotym krzyżem i dzwonnicą nad wejściem. Nad drzwiami umieszczono ikonę Matki Bożej Częstochowskiej, namalowaną przez malarkę wyznania katolickiego Wysocką jako dar dla cerkwi. Cerkiew posiadała rzeźbiony dębowy, złocony ikonostas wykonany za kwotę 950 rubli przez mistrza Bejma z Płocka. Ikony do cerkwi zamówiono za sumę 575 rubli w zakładzie Sidorski i Spółka z Petersburga. Łączny koszt budowy zamknął się kwotą 23 tysiące rubli. Cerkiew mieściła do 850 wiernych. Zburzona została w 1937 r.

## Literatura
- Mirosław Krajewski: Rypin. Szkice z Dziejów Miasta – Rypin w okresie zaborów 1793–1918. Rypin: Włocławskie Towarzystwo Naukowe, 1994. Brak numerów stron w książce